# Alfredo de Carvalho
Alfredo de Carvalho (Recife, 1870 - 1916) était un ingénieur, folkloriste, historien et journaliste brésilien. On lui doit en particulier des ouvrages sur l’histoire de la presse brésilienne, plus spécialement nordestine.

## Biographie
Fils de Thomaz Ferreira de Carvalho et de Julieta Cristina de Carvalho, Alfredo de Carvalho reçut sa formation primaire et secondaire dans sa ville natale de Recife, puis entama des études d’ingénieur civil à Hambourg, en Allemagne. Ayant interrompu prématurément ses études, il rentra sans diplôme à Recife en 1888, mais trouva à s’employer comme auxiliaire technique sur le chantier de construction du chemin de fer de Caruaru, dans le Pernambouc.
Afin de terminer sa formation d’ingénieur, il s’engagea dans l’armée en 1890 et s’inscrivit à l’école militaire du Ceará, mais, ayant pris part à la révolte de l'Armada en 1892, il dut quitter l’uniforme en 1892, et s’en fut aux États-Unis, où il acheva sa formation d’ingénieur à l’école polytechnique de Philadelphie, finissant par se diplômer en 1894.
De retour au Brésil cette même année 1894, il travailla comme ingénieur adjoint pour les chemins de fer centraux du Brésil. Sa nomination une fois acquise, il devint résidant de la firme ferroviaire à Rio de Janeiro, puis obtint sa mutation, en qualité d’ingénieur de première classe, vers le siège pernamboucain de la société, et put alors s’installer dans sa région natale. Il participa au concours en vue du poste d'enseignant en minéralogie, géologie et météorologie au lycée de Recife, s’y classa premier, mais vit ensuite le concours annulé par l’État du Pernambouc. Il entreprit un voyage en Amazonie pour y réaliser des travaux de topographie ; cependant, tombé malade, il sera bientôt contraint de regagner le Pernambouc. En 1899, il alla s’établir à Santos, dans l’État de São Paulo, ayant été sollicité de collaborer à un journal local, le Cidade de Santos, toutefois dès l’année suivante, à la suite de la mort de sa mère, il retourna se fixer, cette fois définitivement, dans la capitale pernamboucaine. Il épousa Marieta Siqueira de Carvalho et exerça désormais la fonction d’ingénieur-inspecteur des sucreries du Pernambouc.
Il fut collaborateur, sous son propre nom ou sous divers pseudonymes, de plusieurs journaux et revues, tels que le Diario de Pernambuco, le Jornal do Recife, la Revista Brasileira, la Revista Pernambucana, la revue de l’Institut archéologique, historique et géographique du Pernambouc, les revues des Instituts géographiques et historiques de la Bahia et du Rio Grande do Norte, et l’Almanaque de Pernambuco. 
Il était membre de différentes institutions culturelles, comme l’Académie pernamboucaine des lettres, l’Institut archéologique, historique et géographique du Pernambouc, de l’Institut géographique et historique de Bahia ainsi que de son équivalent du Rio Grande du Norte, et des associations américaines National Geographic Society et American Anthropological Association, parmi d’autres.
Polyglotte, maîtrisant l’allemand, l’anglais, le néerlandais, le français, l’italien et l’espagnol, il fut l’auteur de nombreuses traductions vers le portugais d’ouvrages en allemand, néerlandais et français, dont : en 1897, Brassilianisch- und West Indianische Reisse Beschreibung, de l’Allemand Ambrosius Richshoffer (1629-1632) ; en 1898, Olinda, ghelegen int landt van Brasil, inde Capitania van Phernambuco…, du Hollandais Johannes Baers ; en 1903, le journal du Hollandais Matias Beck relatant son expédition dans le Ceará de 1640 ; et en 1904, Notes dominicales prises pendant un voyage en Portugal et au Brésil en 1816, 1817 et 1818, du Français Louis-François de Tollenare.

## Publications
Alfredo de Carvalho fit paraître entre autres :
- Jornais pernambucanos, 1831-1898 (1899) ;
- A imprensa baiana, 1811-1898 (1899) ;
- Frases e palavras: problemas histórico-etimológicos (1906) ;
- Estudos pernambucanos (1907) ;
- O tupi na corografia pernambucana: elucidário etimológico (1907) ;
- Diario de Pernambuco, 1825-1908 (1908) ;
- Anais da imprensa periódica pernambucana de 1821 a 1908 (1908) ;
- Bibliotheca Exótico-Brasileira (1930).